# Rase v Tolkienovi mitologiji
Izraz rasa se v kontekstu Tolkienove mitologije nanaša na vrsto bitij. Tolkien je v svojem fiktivnem svetu ustvaril kar nekaj ras.
Rase v Tolkienovi mitologiji:
- Ajnurji
- Entje
- Vilini
- Ljudje
- Hobiti
- Škratje
- Orki
- Zmaji
- Troli